# المقنعه
المقنعه از قدیمی‌ترین، مهم‌ترین و معروف‌ترین منابع فقهی شیعه است که توسط شیخ مفید (متوفی ۴۱۳ ق) به زبان عربی تألیف شده‌است.

## فهرست
شیخ مفید این کتاب را در دو بخش کلی «اصول اعتقادی» و «فروع فقهی» تألیف کرد.

### اصول اعتقادی
- توحید
- نبوت
- امامت
- معاد

### فروع فقهی
- صلاه
- زکات
- صوم
- مناسک
- انساب و زیارات
- نکاح
- عتق و تدبیر و مکاتبه
- ایمان
- نذر و عهد
- کفارات
- صید و ذباحه و اطعمه
- تجارت
- شفعه
- رهن
- ودیعه
- عاریه
- شرکت و مضاربه
- مزارعه
- مساقات
- اجاره
- لقطه
- وقوف و صدقات
- نحله و هبه
- اقرار
- وصیت
- فرائض و مواریث
- قضا
- شهادات
- قصاص و دیات
- حدود و آداب
- امر به معروف
- ضمان
- حواله
- کفالت و وکالت و مختصر رسوم وصیت
- وقوف
- عتق
- تدبیر
- مکاتبه
- خلع
- طلاق
- دیون
- حقوق
- براءات
- شرکت
- اجارات و مزارعات
- مساقات
- ضمانات
- وکالات

## جایگاه کتاب

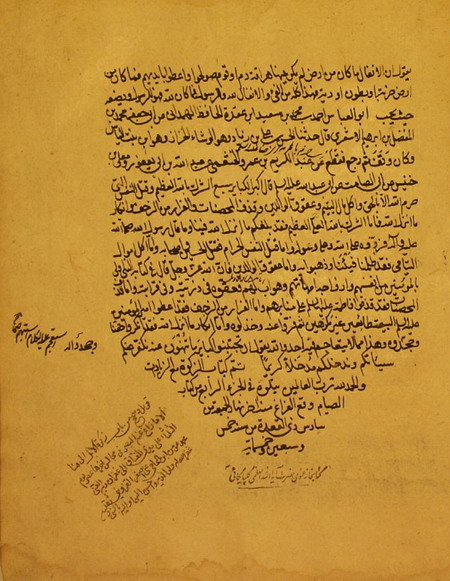
برگی از یک نسخه نفیس قدیمی تهذیب الاحکام (شرح کتاب المقنعه)، مربوط به سده ۱۱ هجری که تاریخ ۵۷۵ قمری در آن دیده می‌شود.

اهمیت و جایگاه این کتاب به قدری است که در این هزار سالی که از تألیف آن گذشته، بارها به زبان‌های مختلف مورد استناد، تحقیق و پژوهش قرار گرفته‌است. از مهم‌ترین کتاب‌هایی که در شرح این کتاب نوشته شده‌است، کتاب تهذیب الاحکام است که خودِ این کتاب یکی از کتب اربعه شیعه بوده و توسط شاگرد شیخ مفید، یعنی شیخ طوسی به صورت استدلالی در قرن پنجم تألیف شده‌است.

## مقدمه
شیخ مفید در بخشی از مقدمه این کتاب چنین می‌آورد:
فإنی ممتثل ما رسمه السید الأمیر الجلیل، أطال الله فی عز الدین والدنیا مدته، وأدام بالتأیید نصره وقدرته، وحرس من الغیر أیامه ودولته: من جمع مختصر فی الأحکام، وفرائض الملة، وشرائع الإسلام، لیعتمده المرتاد لدینه، ویزداد به المستبصر فی معرفته ویقینه، ویکون إماما للمسترشدین، ودلیلا للطالبین، وأمینا للمتعبدین، یفزع إلیه فی الدین، ویقضی به علی المختلفین، وأن أفتتحه بما یجب علی کافة المکلفین: من الاعتقاد الذی لا یسع إهماله البالغین، إذ هو أصل الإیمان والأساس الذی علیه بناء جمیع أهل الأدیان، وبه یکون قبول الأعمال ویتمیز الهدی من الضلال، وبالله أستعین.
من این کتاب را بر اساس فرمان سید امیر جلیل که خداوند عمرش را در دنیا و عزتش را در دین بیشتر کند و از پیروزی و توانایی وی پشتیبانی کند و حکومتش را از دیگران محفوظ بدارد. تألیف کردم. چراکه دستور داده بود یک مجموعه مختصری از احکام و فرائض دین اسلام جمع‌آوری شود که جوینده دین به آن تکیه کند، و باعث افزایش معرفت و یقین مستبصر شود و پیشوای راهجویان، و رهنمای طالبین، و امین عبادت پیشگان باشد، تا در کارِ دین به آن پناه ببرند و در برابرِ اختلافگران از آن داوری خواهند؛ این کتاب با بیانِ اعتقاداتی آغاز گردد که بر همه مکلفین واجب است و بالغان نباید در آن اهمال ورزند؛ چراکه، اعتقاد ریشه ایمان است و بنیادی است که همه ادیان بر آن بنا شده‌اند؛ و پذیرش کردارها به واسطه آن است، و هدایت از ضلالت، به وسیله آن، متمایز می‌گردد.

## طرح مسائل فقهی
اسلوب و شیوه خاص شیخ مفید در طرح مباحث فقهی در این کتاب عبارت است از:
- بیان برخی از احکام در قالب عبارات خود با اینکه قبلاً در قالب عین الفاظ روایات بیان می‌شد.
- بیان احکام مسائل فقهی به شیوه قطعی نه به شیوه احتیاط، مگر در مواردی خاص.
- عدم نقل آراء و اقوال گوناگون، در مسائل فقهی.
- نقل برخی از روایاتی که با ادله فقهی در تعارض بوده و بیان چگونگی رفع تعارض آنها. به این صورت که اگر روایتی مخالف با قرآن بود، آن را مردود می‌دانست؛ و اگر با روایت دیگر ی در تعارض بود، روایتی که دارای مرجح بود را بر دیگری متعین نمی‌دانست، بلکه مستحب می‌دانست.[۱۷]